# Château-Renard

Château-Renard este o comună în departamentul Loiret din centrul Franței. În 1 ianuarie 2022 avea o populație de 2.108 de locuitori.